# 토키 유나이티드 FC
토키 유나이티드 FC(Torquay United Football Club)는 잉글랜드 데번주 토키를 연고로 하는 축구 클럽이다. 2024-25 시즌에는 내셔널리그 사우스에 참가하고 있다.

## 성적
리그
- 풋볼 리그 2 (4부 리그)

승격(3) : 1959-60, 1965-66, 2003-04 (3위)
- 풋볼 리그 3부 남부 지구

준우승 (1) : 1956-57
- 서던 풋볼 리그 서부 지구

우승 (1) : 1926-27
- 내셔널리그

우승 (1) : 2008-09
- 내셔널리그 사우스

우승 (1) :2018-19
컵
- FA 트로피

준우승 (1) : 2007-08
- 풋볼 리그 트로피

준우승 (1) : 1988-89

## 선수 명단

### 현역
참고: FIFA 자격 규정에 따라 소속된 국가대표팀 국기를 표시합니다. 선수는 복수의 FIFA 비회원국 국적을 가지고 있을 수 있습니다.
| 번호 | 포지션 | 국적 | 이름 |
| ---- | ------ | ---- | ---- |

| 번호 | 포지션 | 국적     | 이름    |
| ---- | ------ | -------- | ------- |
| 21   | DF     | 잉글랜드 | 딘 목시 |

## 역대 감독
| 감독          | 임기        |
| ------------- | ----------- |
| 루보시 쿠비크 | 2006 ~ 2007 |